# Kelvin Ransey
Kelvin Ransey (Toledo (Ohio), 3 de maio de 1958) é um ex-jogador norte-americano de basquete profissional que atuou na  National Basketball Association (NBA). Foi o número 4 do Draft de 1980.